# Стадион Медоубанк
«Стадион Медоубанк» (официально «Спортивный центр Медоубанк» англ. Meadowbank Sports Centre) — многофункциональный спортивный комплекс, расположенный в районе Медоубэнк в Эдинбурге. В настоящее время является домашним стадионом футбольный команды второй шотландской лиги «Эдинбург Сити».

## История
Построен на месте спортивных площадок Нью-Медоубэнк и Олд-Медоубэнк для проведения Игр Содружества 1970 года. Принимал Игры Содружества в 1970 и 1986 годах. На стадионе проводились крупные музыкальные мероприятия, включая ежегодный фестиваль «The Edge Festival». Такие группы, как Muse, My Chemical Romance, Snow Patrol, Radiohead, Pixies, Foo Fighters, Nine Inch Nails, Kaiser Chiefs и Razorlight выступали на этой площадке с 2005 по 2007 год. С декабря 2017 по июль 2022 года был реконструирован из футбольного стадиона в многофункциональный спортивный комплекс с гостиничным комплексом и конференц-залами.

## Архитектура
Архитектура стадиона «Медоубанк» после реконструкции сочетает современные минималистичные элементы с экологическим дизайном. Широкое использование стекла обеспечивает прозрачность и естественное освещение, а адаптивный дизайн делает комплекс доступным для людей с ограниченными возможностями. Комплекс также оборудован зелёными крышами и солнечными панелями.
Проект реконструкции стоимостью £47 миллионов был разработан шотландской архитектурной фирмой и реализован при поддержке городского совета Эдинбурга, Edinburgh Leisure и SportScotland.